# Vanda Vrlová
Vanda Vrlová (* 29. srpna 1943 Valašské Meziříčí) je moravská vlastivědná pracovnice, spisovatelka, kuchařka a bylinkářka. Během svého života vydala různé publikace zasahující většinou do kraje Valašska.

## Život a dílo
Narodila se ve Valašském Meziříčí. Po absolvování gymnázia ve svém rodném městě a knihovnické školy v Brně se stala zaměstnankyní ve Valašském muzeu v přírodě v Rožnově pod Radhoštěm, kde také zpracovávala jubilejní biografie valašských rodáků pro programový sborník Valašský rok.
Spolu s Jaroslavem Štikou a Milenou Habustovou uskutečnila druhé vydání Lidové strany na Valašsku a dále je spoluautorkou Sladké šrotky (1993), Hodování vánočního času a Chléb náš vezdejší. Je také autorkou publikace Tradiční lidové léčení dětí v severozápadních Karpatech a Lidové léčitelství na Těšínsku. Roku 2015 také společně s Igorem Válkem a Lenkou Drápalovou vydala sborník Návrat ke kořenům: lidová kultura a tradice na Moravskoslezském pomezí. O čtyři roky později také vydala svou nejnovější knihu Co by každá hospodyňka.
Vanda Vrlová se také věnovala lidovému léčitelství a bylinkářství a napsala knihy Nasbíráno mezi Jány (2006) nebo Devatero kvítí a ještě některé další byliny (2009).
Roku 2017 také účinkovala v dvanáctidílném seriálu Špetka Valašska spolu s Jaromírem Šallém.